# Homixide Gang
Homixide Gang is een Amerikaans hiphopduo uit Atlanta, bestaande uit Homixide Beno! (pseudoniem van Keyon Thomas, Atlanta, 4 januari 2000) en Homixide Meechie (pseudoniem van Demetrius Chatman, Atlanta, 10 oktober 2000). De muzikale stijl van de twee kan worden getypeerd als een combinatie van rage en trap. Het duo is getekend bij Playboi Carti's Opium-label.

## Geschiedenis
Thomas en Chatman ontmoetten elkaar bij een basketbalwedstrijd in hun middelbareschooltijd. De twee werden vrienden, maar het duurde lang voordat ze ook samen muziek gingen maken. Ze besteedden hun tijd voornamelijk door het spelen van Fortnite.
Eind 2020 bracht Playboi Carti zijn album Whole Lotta Red uit. Het nummer "Beno!" op dat album is vernoemd naar Thomas. De twee bouwden mede daardoor een fanbase op en gingen zich nadien steeds meer op de muziek richten.
Op 5 mei 2021 bracht het duo hun eerste ep uit, getiteld SNOTTY WORLD. Later dat jaar brak het tweetal door met de single "SSN". Mede daardoor werd het duo eind 2021 getekend bij Opium, samen met Destroy Lonely. Eind 2022 bracht het tweetal hun eerste project en tevens debuutalbum uit onder dat label, getiteld Homixide Lifestyle. Een halfjaar later volgde opvolger Snot or Not. Dat album bereikte de zestiende plek in de Billboard Heat Seekers Charts en de top-tien in de ranglijst van nieuwe albums op Spotify.
In de zomer van 2023 stond Homixide Gang voor het eerst in Nederland. In het kader van de Snot or Not Tour gaf het duo een optreden in de Melkweg. Eigenlijk zouden Thomas en Chatman daar in maart 2023 al staan, als voorprogramma van Destroy Lonely, maar dat ging niet door nadat Thomas in opspraak was geraakt. Hij zou seksueel tekstcontact hebben gehad met minderjarige meiden. Thomas ontkende en de beschuldigingen werden tot op heden nooit bewezen.
In oktober 2023 kwam het duo met de mixtape 5TH AMNDMNT. Eind dat jaar zouden Thomas en Chatman op tour gaan door Noord-Amerika en Europa samen met de andere leden van het Opium-label, maar deze Antagonist Tour werd uiteindelijk uitgesteld tot 2024. Gespeculeerd werd dat dit zou komen door een geschil tussen het duo en concertorganisator Live Nation, naar aanleiding van een vechtpartij met Summrs op een festival in november 2023.